# L'Orxa
Pour les articles homonymes, voir Lorcha.
L'Orxa, en valencien, ou Lorcha, en castillan (dénomination officielle bilingue depuis le 11 octobre 1990,) est une commune d'Espagne de la province d'Alicante dans la Communauté valencienne. Elle est située dans la comarque du Comtat et dans la zone à prédominance linguistique valencienne.

## Géographie

Localisation de L'Orxa
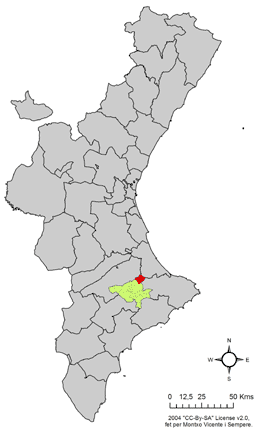
dans la Communauté valencienne.
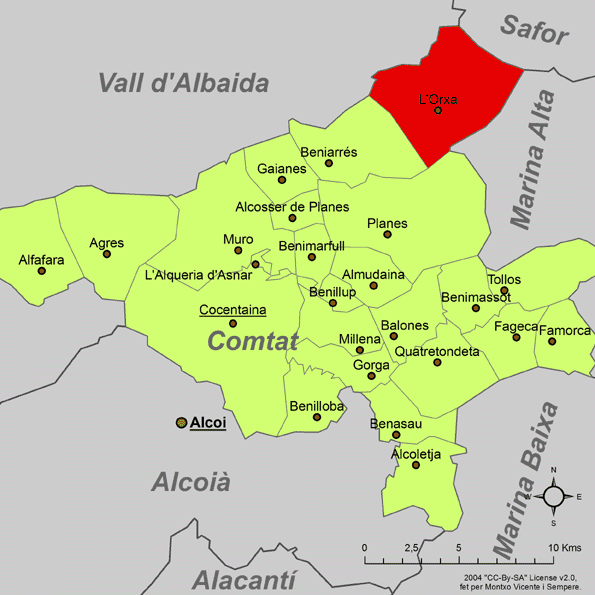
dans la comarque du Comtat.